# Hermann Barrelet

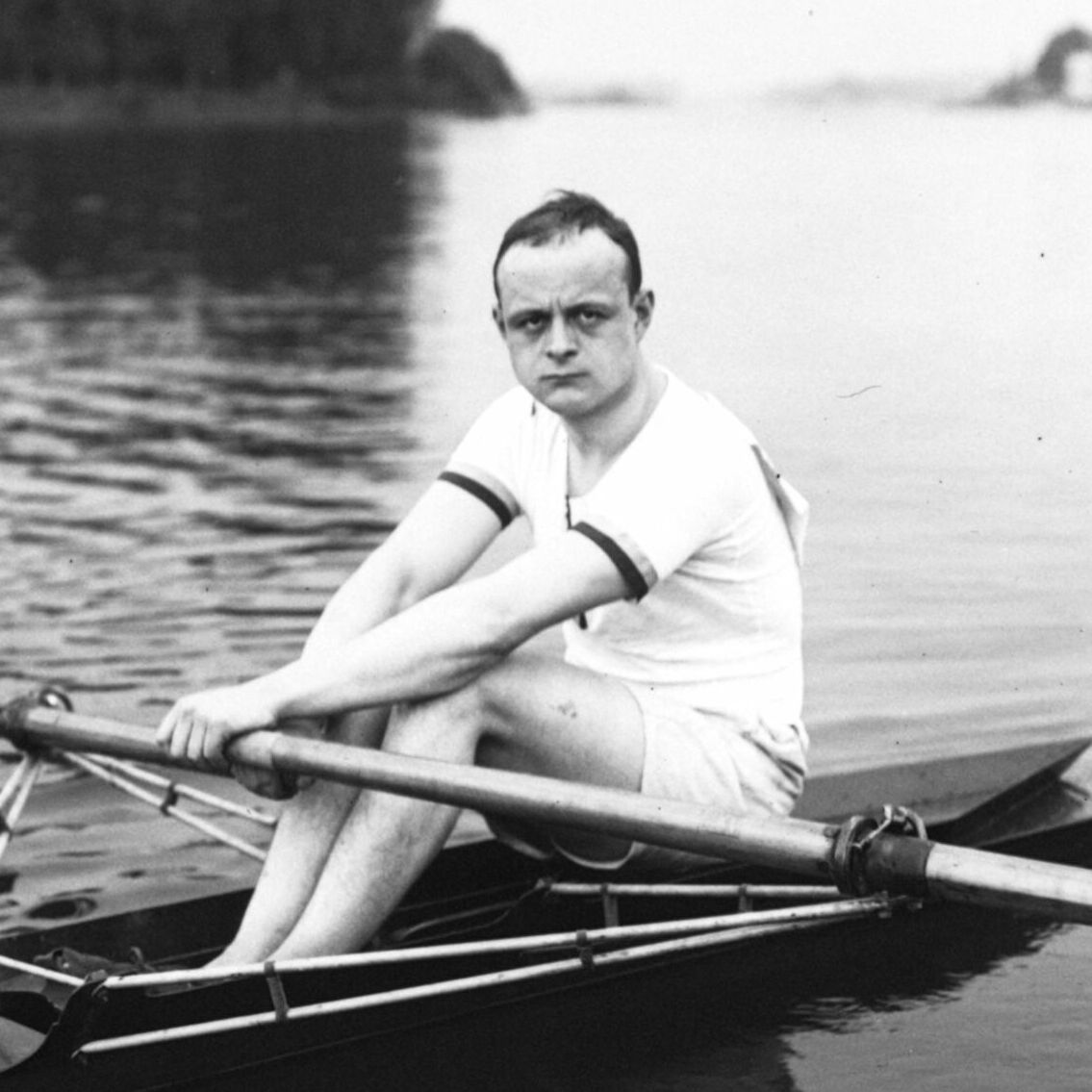
Hermann Barrelet (1913)

Hermann Joseph Barrelet (* 25. September 1879 in Neuchâtel; † 24. April 1964) war ein französischer Ruderer, der 1900 erster Olympiasieger im Einer wurde.
Barrelet startete für den Verein Sport Nautique d’Enghien. Bei den Olympischen Spielen 1900 traten fünf Ruderer zum Finale an, vier Franzosen und ein Brite. Der französische Europameister von 1899, Louis Prével, gab unterwegs auf. Barrelet gewann das Rennen in 7:35,6 Minuten (Streckenlänge: 1750 m) mit sechs Sekunden Vorsprung auf André Gaudin, eine halbe Minute dahinter belegte der Brite St George Ashe den dritten Platz.
Bei der Olympiarevanche, der Europameisterschaft 1900, gewann Prével, Barrelet trat nicht an. 1901 in Zürich wurde dann Barrelet Europameister. 